# Liefde is de boodschap
Liefde is de boodschap (oorspronkelijke Engelse titel: The Harrogate Secret) is een boek geschreven door Catherine Cookson uit 1988.

## Verhaal
Wanneer Freddy eindelijk het meisje van zijn dromen in zijn armen kan sluiten kan hij zijn geluk niet op. Hij heeft jarenlang voor haar moeten strijden.